# Gjergj
Gjergj är ett mansnamn och utgör den albanska formen av Georg.
10 män har Gjergj som tilltalsnamn i Sverige (enligt en sökning år 2018).